# 유진 앨런
유진 앨런(영어: Eugene Allen, 1919년 7월 14일 ~ 2010년 3월 31일)은 1986년 주임 버틀러로 은퇴할 때까지 34년 동안 백악관과 미국 정부에서 일했던 미국의 웨이터 겸 버틀러였다. 앨런의 삶은 2013년 영화 《버틀러: 대통령의 집사》의 영감이었다.

## 생애
앨런은 버지니아주 버킹엄 카운티에서 태어나 스코츠빌 인근 셜랜드 농장에서 자랐다. 그는 버지니아주 핫스프링스의 홈스테드 리조트와 워싱턴의 클럽 등 '백인 전용 리조트 컨트리 클럽'에서 수년간 웨이터로 일했다.
그는 1952년 백악관에서 접시 닦기, 스타킹, 은그릇 청소와 같은 기본적인 업무를 하는 "팬트리 맨"으로 시작했다. 세월이 흐르면서 앨런은 대통령의 버틀러가 되어 그의 지위에 올랐다.
앨런은 특히 1963년 케네디 대통령을 살해한 사건의 영향을 받았다. 아들의 말에 따르면 "케네디 대통령이 총에 맞은 날 아버지가 늦게 귀가했다. 그러나 그때 그는 일어나서 다시 코트를 입었다. 그는 '나는 다시 일하러 가야 해'라고 말했다. 그러나 복도에서 그는 벽에 기대어 울기 시작했다. 그때가 내 생전 처음으로 아버지가 우는 모습을 본 순간이었소." 그는 장례식에 초대받았지만, "누군가가 장례식에서 온 후 모든 사람을 대접하기 위해 백악관에 있어야 했기 때문에, 피로연 준비를 위해 직장에 머물기로 했다. 앨런은 34년 동안 하루도 결근하지 않았다.
앨런은 마침내 로널드 레이건 대통령 재임 기간인 1981년 백악관에서 일하는 가장 권위 있는 버틀러 계급인 마흐트레 드히텔에 올랐다. 레이건은 앨런과 그의 아내 헬렌을 백악관에서 헬무트 콜을 기리기 위해 국빈 만찬에 초대했다. 앨런은 주 만찬에 초대된 최초의 백악관 버틀러였다. 그는 1986년에 은퇴했다.
앨런은 그의 아내 헬레네와 65년간 결혼했다. 그들은 1942년 워싱턴에서 열린 생일 파티에서 만났고, 1년 후인 1943년에 결혼했다. 그 부부에게는 찰스 앨런이라는 1명의 아들이 있었다. 그와 그의 아내는 2008년에 버락 오바마에게 투표할 계획이었지만, 그녀는 선거 전날인 11월 3일에 사망했다.
앨런은 2010년 3월 31일 메릴랜드주 타코마파크의 워싱턴 재림교 병원에서 신부전으로 사망했다.

## 평판
앨런은 2008년 대선 직후 워싱턴포스트(WP)에 '이번 선거로 잘 섬기는 버틀러'라는 제목의 언론인 윌 헤이굿의 자신과 아내에 관한 2008년 기사가 실리면서 세간의 주목을 받았다. 그것은 앨런의 삶을 인종 관계와 그가 재직했던 대통령들의 성격을 바꾸는 맥락에 놓이게 했다. 이 커플이 오바마를 위해 함께 투표할 계획이었지만 헬레네는 선거 직전에 사망했다는 이야기로 끝을 맺었다.
그들은 버락 오바마가 백악관에 갈 수 있도록 기도하는 것에 대해 이야기했다. 그들은 함께 투표하러 갈 것이다. 그녀는 경내로 걸어가면서 한 손으로 지팡이에 의지하고, 다른 한 손으로 그에게 기대곤 했다. 그리고 그녀는 저녁식사를 그 후에...월요일에 헬레네는 의사 예약이 있었다. 진은 잠에서 깨어나 그녀를 한 번 쿡 찔렀다가 다시 한 번 찔렀다. 그는 그녀의 침대 옆으로 몸을 뒤척였다. 그는 다시 헬렌을 쿡 찔렀다. 그는 혼자였다. 그는 나중에 "일어났는데 아내가 안 했다"고 말했다.
그 이야기는 즉각적인 영향을 미쳤다. 컬럼비아 픽쳐스는 앨런의 인생 스토리에 대한 영화 판권을 사들였고, 그는 새 대통령의 취임식에 초대받았고, 그는 "그 사람이 바로 그 남자야...휴, 정말이지 볼 만한 일이야. 거기 서 있는 걸 보니 그만한 가치가 있었어."
앨런과 대통령들을 모셨던 다른 근로자들은 마조리 헌트가 감독하고 2009년 DVD로 발매한 32분짜리 다큐멘터리 '백악관 노동자들: 스미스소니언 포크웨이즈 레코딩에 의한 전통과 기억.
앨런의 삶은 2013년 영화 《버틀러: 대통령의 집사》의 영감이었다. 대니 스트롱의 각본은 2008년 워싱턴 포스트 기사에서 영감을 얻었다. 그 영화는 앨런의 삶의 사실에서 출발한다. 중심 인물인 "실 게인즈"는 실제 앨런을 느슨하게 기반으로 할 뿐이다.